# Геттік (Іллінойс)
Геттік (англ. Hettick) — селище (англ. village) в США, в окрузі Макупін штату Іллінойс. Населення — 149 осіб (2020).

## Географія
Геттік розташований за координатами 39°21′21″ пн. ш. 90°2′15″ зх. д. / 39.35583° пн. ш. 90.03750° зх. д. (39.355736, -90.037407).  За даними Бюро перепису населення США в 2010 році селище мало площу 0,95 км², уся площа — суходіл.

## Демографія
Згідно з переписом 2010 року, у селищі мешкала 181 особа в 78 домогосподарствах у складі 47 родин. Густота населення становила 191 особа/км².  Було 88 помешкань (93/км²).
Расовий склад населення:
| - 99,4 % — білих |

До двох чи більше рас належало 0,6 %. Частка іспаномовних становила 0,0 % від усіх жителів.
За віковим діапазоном населення розподілялося таким чином: 23,2 % — особи молодші 18 років, 60,2 % — особи у віці 18—64 років, 16,6 % — особи у віці 65 років та старші. Медіана віку мешканця становила 36,9 року. На 100 осіб жіночої статі у селищі припадало 123,5 чоловіків;  на 100 жінок у віці від 18 років та старших — 110,6 чоловіків також старших 18 років.
Середній дохід на одне домашнє господарство  становив 53 962 долари США (медіана — 58 281), а середній дохід на одну сім'ю — 62 149 доларів (медіана — 61 250). За межею бідності перебувало 14,8 % осіб, у тому числі 32,3 % дітей у віці до 18 років та 0,0 % осіб у віці 65 років та старших.
Цивільне працевлаштоване населення становило 77 осіб. Основні галузі зайнятості: освіта, охорона здоров'я та соціальна допомога — 22,1 %, транспорт — 15,6 %, роздрібна торгівля — 15,6 %.